# Hibiscus diversifolius
Hibiscus diversifolius är en malvaväxtart. Hibiscus diversifolius ingår i Hibiskussläktet som ingår i familjen malvaväxter.

## Underarter
Arten delas in i följande underarter:
- H. d. diversifolius
- H. d. rivularis
- H. d. angustilobus
- H. d. subdiversifolius
- H. d. wilteanus

## Bildgalleri

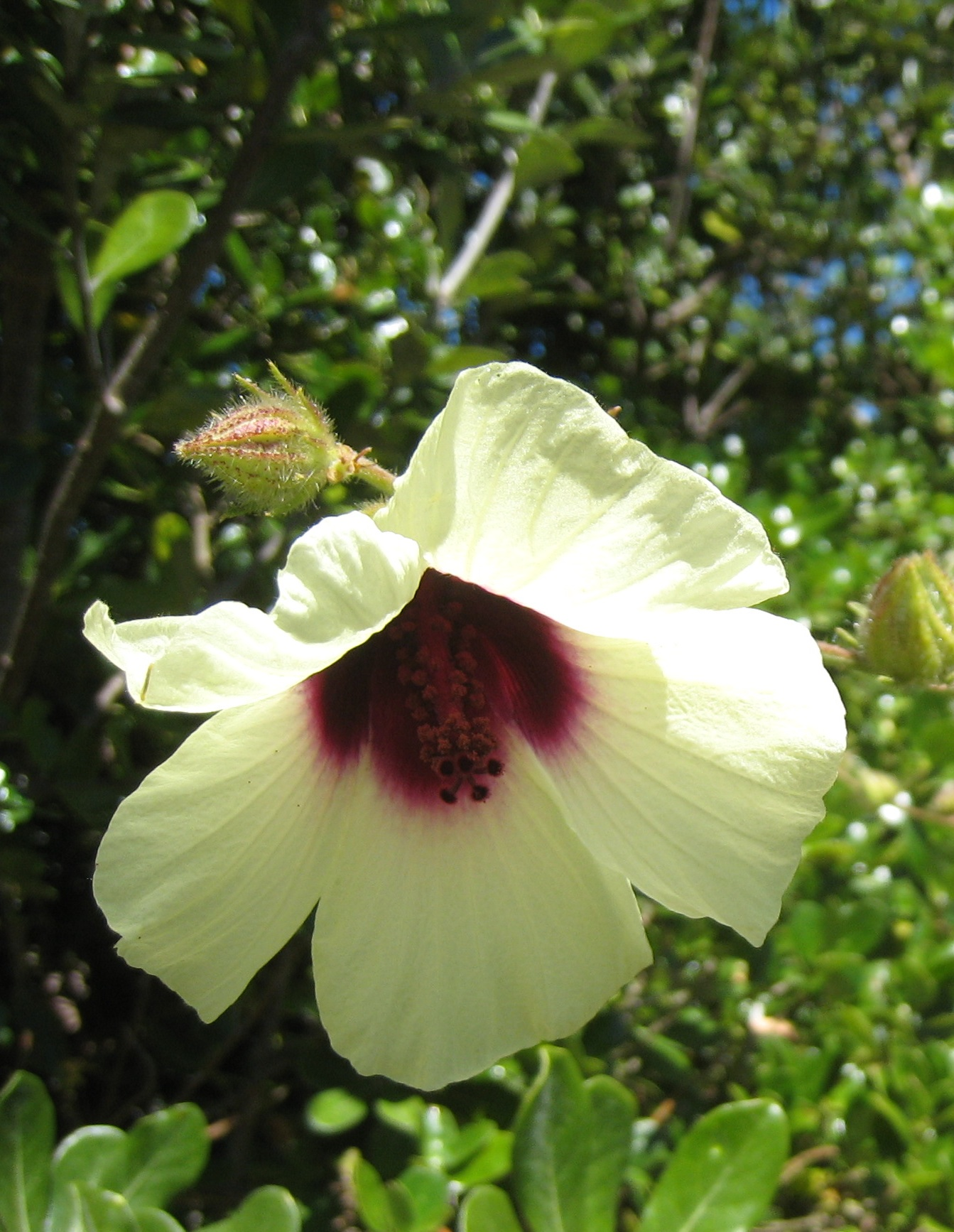